# Pyli
Pyli (griego: Πύλη) es un municipio de la República Helénica perteneciente a la unidad periférica de Tríkala de la periferia de Tesalia.
El municipio se formó en 2011 mediante la fusión de los antiguos municipios de Aíthikes, Gomfoi, Myrófyllo, Neraida, Pialeía, Pindos y Pyli, que pasaron a ser unidades municipales. El municipio tiene un área de 748,9 km², de los cuales 100,1 pertenecen a la unidad municipal de Pyli.
En 2011 el municipio tenía 14 343 habitantes, de los cuales 3527 vivían en la unidad municipal de Pyli.
La localidad se ubica unos 15 km al suroeste de Tríkala, sobre la carretera 30 que lleva a Arta.